# Älvdalens tingshus

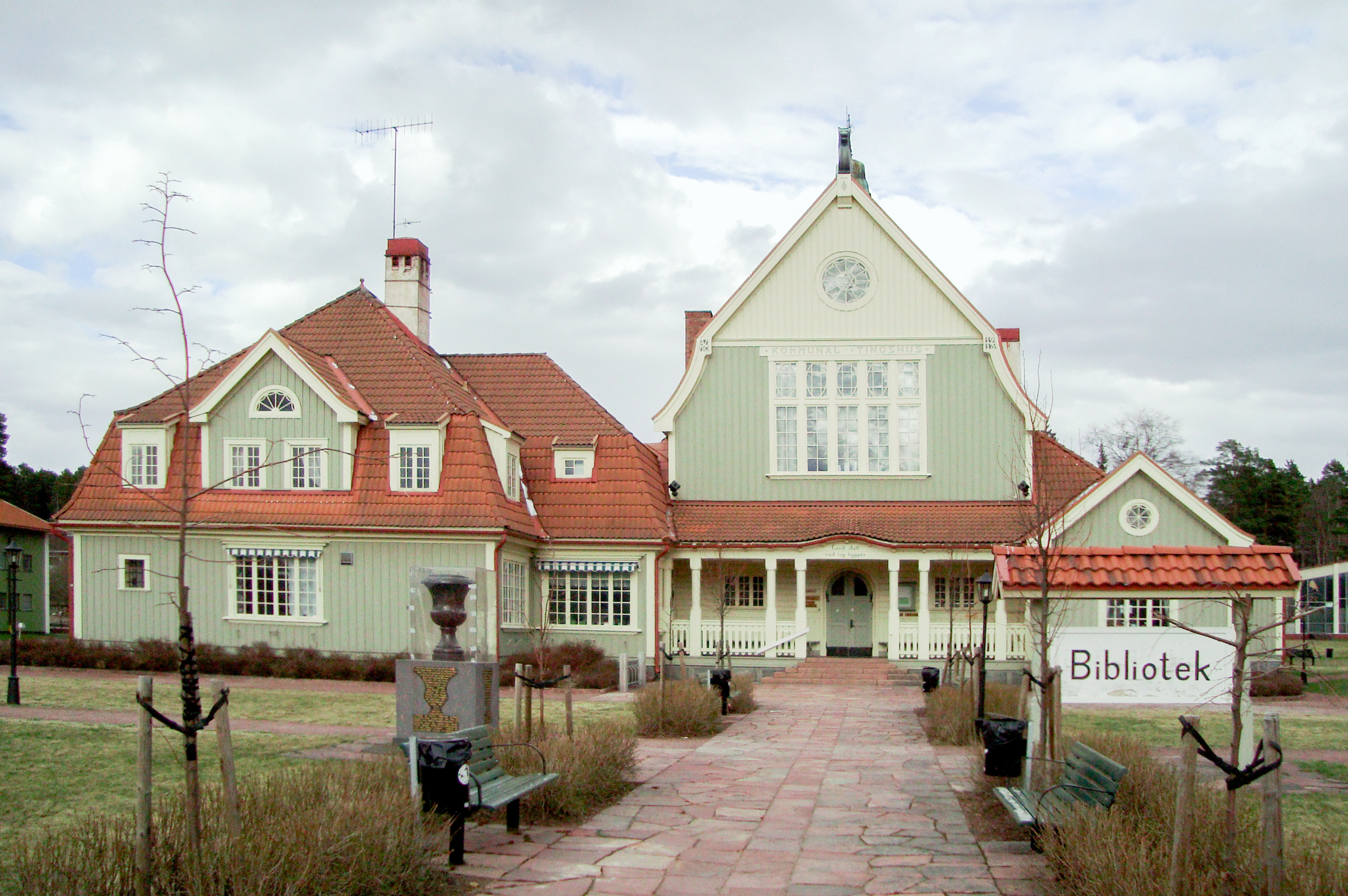
Älvdalens tingshus

Älvdalens tingshus började byggas 1912 för Älvdals tingslag och invigdes 1913. 
Arkitekt var Edward Dahlbäck från Falun och entreprenör byggmästare J. Eriksson från Stora Tuna. Kostnaden gick på 75.000 kr inklusive möblering. Över huvudentrén står texten "Land skall med lag byggas." ingraverad. 
År 1974 flyttade tinget till Mora och 20 mars 1977 hölls invigningen av biblioteket i det gamla tingshuset.
År 2018 flyttades biblioteket från tingshuset till den nybyggda Älvdalsskolan och istället flyttades Älvdalens musikskola in i tingshuset.